# Gare de Kijevo
Pour les articles homonymes, voir Kijevo.
La gare de Kijevo (en serbe cyrillique : Железничка станица Кијево ; en serbe latin : Železnička stanica Kijevo) est une gare située à Belgrade, la capitale de la Serbie, dans la municipalité urbaine de Rakovica.

## Service des voyageurs

### Desserte
Kijevo est une des stations du réseau express régional Beovoz. On peut y emprunter les lignes 2 (Ripanj - Resnik - Rakovica - Pančevo Vojlovica), 3 (Stara Pazova - Batajnica - Beograd Centar - Rakovica - Resnik - Ripanj), 4 (Pančevo Vojlovica - Valjevo) et 5 (Nova Pazova - Batajnica - Beograd Centar - Rakovica - Resnik - Mladenovac).